# Halysitidae
Famille
Sous-familles de rang inférieur
- † Cateniporinae Hamada, 1957
- † Halysitinae Milne-Edwards et Haime, 1849

Les Halysitidae forment une famille éteinte de coraux tabulés (animaux de l'ordre des Tabulata) de l'ordre également éteint des Heliolitida. Ce groupe a vécu et a été abondant de l'Ordovicien au Dévonien avec une répartition mondiale. 

## Sous-familles
Le portail Fossilworks liste deux sous-familles et dix genres :
- Sous-famille †Cateniporinae Hamada, 1957
  - genre †Catenipora Lamarck, 1816
  - genre †Eocatenipora Hamada, 1957
  - genre †Quepora Sinclair, 1955
- Sous-famille †Halysitinae Milne-Edwards et Haime, 1849
  - genre †Acanthohalysites Hamada, 1957
  - genre †Cystihalysites Chernyshev, 1941
  - genre †Falsicatenipora Hamada, 1958
  - genre †Halysites von Waldheim, 1813
  - genre †Hexismia Sokolov, 1955
  - genre †Schedohalysites Hamada, 1957
  - genre †Solenihalysites Stasinska, 1967